# Unione Calcio Sampdoria 2020-2021
Questa voce raccoglie le informazioni riguardanti l'Unione Calcio Sampdoria nelle competizioni ufficiali della stagione 2020-2021.

## Stagione
La Sampdoria per la nuova stagione 2020-2021 riparte dall'allenatore che la salvò la stagione passata, ovvero Claudio Ranieri.
In Serie A i blucerchiati cominciano con tre vittorie nelle prime cinque partite con Fiorentina, Lazio e Atalanta piazzandosi in settima posizione. Dopo il pareggio nel Derby della Lanterna 1-1 contro il Genoa, la Sampdoria ottiene un solo punto in cinque partite tornando al successo contro Hellas Verona (1-2) e Crotone (3-1). I genovesi chiuderanno il girone d'andata al decimo posto a quota 26 punti dopo aver vinto contro Inter (che a fine anno si laureerà Campione d'Italia), Udinese e Parma e aver perso contro Sassuolo, Spezia e Roma nelle ultime sei partite prima del giro di boa del campionato.
Durante il girone di ritorno la Samp mantiene lo stesso ritmo del girone di andata ottenendo nuovamente 26 punti pareggiando di nuovo il derby contro i rivali del Genoa 1-1 e ottenendo ottimi risultati come il pareggio in trasferta 1-1 contro il Milan in corsa per il titolo o il 2-0 inflitto alla Roma in casa. A fine stagione la formazione di Claudio Ranieri arriva in nona posizione a quota 52 punti. In Serie A i liguri chiudono il sipario con un netto 3-0 contro il Parma.
In Coppa Italia i blucerchiati passano il Terzo Turno contro la Salernitana (1-0), per poi essere eliminati nel Quarto turno dal Genoa per 3-1 in rimonta.

## Divise e sponsor
Per la stagione 2020-2021 la società cambia sponsor tecnico con un contratto di 6 anni con Macron.
| Casa | Trasferta | Terza divisa | 120 anni Andrea Doria |

## Organigramma societario
Area direttiva
- Presidente: Massimo Ferrero
- Vice Presidente: Antonio Romei
- Vice Presidente Vicario: Paolo Fiorentino
- Consigliere: Giovanni Invernizzi, Adolfo Praga, Paolo Repetto, Gianluca Tognozzi
- Direttore Operativo: Alberto Bosco
- Staff Presidenza e Direzione Operativa: Cinzia Bruzzese, Tiziana Pucci
- Direttore Amministrativo: Gianluca Marinangeli
- Amministrazione: Matteo Pesce, Nicole Rinaldi, Alessio Rosabianca
- Segretario Generale: Massimo Ienca
- Segreteria sportiva e affari internazionali: Federico Valdambrini
- Segreteria: Cristina Calvo, Cecilia Lora

Area comunicazione e marketing
- Direttore comunicazione: Paolo Viganò
- Capo ufficio stampa: Federico Berlinghieri
- Ufficio stampa: Federico Falasca, Alessandro Pintimalli
- Direttore marketing: Marco Caroli
- Area marketing: Christian Monti, Nicoletta Sommella
- Responsabile Biglietteria e SLO: Sergio Tantillo
- Service Center Sampdoria: Alberto Casagrande

Area sportiva
- Direttore sportivo: Carlo Osti
- Responsabile scouting: Riccardo Pecini
- Coordinatore scouting: Fabio Papagni
- Team Manager: Andrea Gessa

Area tecnica
- Allenatore: Claudio Ranieri
- Vice Allenatore: Paolo Benetti
- Collaboratori tecnici: Angelo Palombo, Carlo Cornacchia
- Preparatori atletici: Paolo Bertelli, Massimo Catalano, Carlo Spignoli
- Preparatore dei Portieri: Fabrizio Lorieri
- Video Analyst: Sergio Spalla

Area sanitaria
- Responsabile area medica: Amedeo Baldari
- Medici sociali: Claudio Mazzola, Alessandro Rollero, Gian Edilio Solimei
- Responsabile staff fisioterapia: Claudio D'Arcangelo
- Fisioterapisti e massaggiatori: Roberto Cappannelli, Valerio Chiappe, Mauro Doimi, Luca Traggiai, Alessio Vanin

## Rosa

### Rosa 2020-2021
Aggiornata all'11 gennaio 2021.
| N. |                       | Ruolo | Calciatore                  |
| -- | --------------------- | ----- | --------------------------- |
| 1  | Italia (bandiera)     | P     | Emil Audero                 |
| 2  | Brasile (bandiera)    | D     | Kaique Rocha                |
| 3  | Italia (bandiera)     | D     | Tommaso Augello             |
| 5  | Portogallo (bandiera) | C     | Adrien Silva                |
| 6  | Svezia (bandiera)     | C     | Albin Ekdal (vice-capitano) |
| 8  | Italia (bandiera)     | C     | Valerio Verre               |
| 9  | Italia (bandiera)     | A     | Federico Bonazzoli          |
| 9  | Italia (bandiera)     | A     | Ernesto Torregrossa         |
| 10 | Senegal (bandiera)    | A     | Keita Baldé                 |
| 11 | Uruguay (bandiera)    | A     | Gastón Ramírez              |
| 12 | Italia (bandiera)     | D     | Fabio Depaoli               |
| 14 | Rep. Ceca (bandiera)  | C     | Jakub Jankto                |
| 15 | Gambia (bandiera)     | D     | Omar Colley                 |
| 16 | Norvegia (bandiera)   | C     | Kristoffer Askildsen        |
| 18 | Norvegia (bandiera)   | C     | Morten Thorsby              |
| 19 | Italia (bandiera)     | D     | Vasco Regini                |

| N. |                      | Ruolo | Calciatore                    |
| -- | -------------------- | ----- | ----------------------------- |
| 20 | Italia (bandiera)    | A     | Antonino La Gumina            |
| 21 | Italia (bandiera)    | D     | Lorenzo Tonelli               |
| 22 | Giappone (bandiera)  | D     | Maya Yoshida                  |
| 23 | Italia (bandiera)    | A     | Manolo Gabbiadini             |
| 24 | Polonia (bandiera)   | D     | Bartosz Bereszyński           |
| 25 | Italia (bandiera)    | D     | Alex Ferrari                  |
| 26 | Francia (bandiera)   | C     | Mehdi Léris                   |
| 27 | Italia (bandiera)    | A     | Fabio Quagliarella (capitano) |
| 30 | Italia (bandiera)    | P     | Nicola Ravaglia               |
| 33 | Italia (bandiera)    | C     | Antonio Palumbo               |
| 34 | Croazia (bandiera)   | P     | Karlo Letica                  |
| 35 | Italia (bandiera)    | P     | Lorenzo Avogadri              |
| 38 | Danimarca (bandiera) | C     | Mikkel Damsgaard              |
| 87 | Italia (bandiera)    | C     | Antonio Candreva              |
| 99 | Slovenia (bandiera)  | A     | Nik Prelec                    |

## Calciomercato

### Sessione estiva(dal 01/09 al 05/10)
| Acquisti         | Acquisti            | Acquisti       | Acquisti                                       |
| R.               | Nome                | da             | Modalità                                       |
| ---------------- | ------------------- | -------------- | ---------------------------------------------- |
| P                | Vid Belec           | APOEL          | fine prestito                                  |
| P                | Karlo Letica        | Club Bruges    | definitivo                                     |
| P                | Nicola Ravaglia     | Cremonese      | svincolato                                     |
| D                | Tommaso Augello     | Spezia         | riscatto                                       |
| D                | Dodô                | Cruzeiro       | fine prestito                                  |
| D                | Jeison Murillo      | Celta Vigo     | fine prestito                                  |
| D                | Vasco Regini        | Parma          | fine prestito                                  |
| D                | Lorenzo Tonelli     | Napoli         | riscatto (2,5 mln)                             |
| C                | Antonio Candreva    | Inter          | prestito con obbligo di riscatto (2 milioni €) |
| C                | Leonardo Capezzi    | Salernitana    | fine prestito                                  |
| C                | Mikkel Damsgaard    | Nordsjælland   | definitivo                                     |
| C                | Antonio Palumbo     | Ternana        | fine prestito                                  |
| C                | Adrien Silva        | Leicester City | definitivo                                     |
| C                | Valerio Verre       | Verona         | fine prestito                                  |
| A                | Gianluca Caprari    | Parma          | fine prestito                                  |
| A                | Keita Baldé         | Monaco         | prestito                                       |
| Altre operazioni |                     |                |                                                |
| R.               | Nome                | da             | Modalità                                       |
| D                | Noah Bech Hermansen | Fredrikstad    | definitivo                                     |

| Cessioni         | Cessioni           | Cessioni       | Cessioni                                          |
| R.               | Nome               | a              | Modalità                                          |
| ---------------- | ------------------ | -------------- | ------------------------------------------------- |
| P                | Vid Belec          | Salernitana    | definitivo                                        |
| P                | Wladimiro Falcone  | Cosenza        | prestito                                          |
| P                | Andrea Seculin     | Chievo         | fine prestito                                     |
| D                | Julian Chabot      | Spezia         | prestito con diritto di riscatto e controriscatto |
| D                | Fabio Depaoli      | Atalanta       | prestito                                          |
| D                | Jeison Murillo     | Celta Vigo     | rinnovo prestito                                  |
| D                | Nicola Murru       | Torino         | prestito                                          |
| D                | Lorenco Šimić      | Zagłębie Lubin | definitivo                                        |
| C                | Édgar Barreto      | N.E.C.         | definitivo                                        |
| C                | Andrea Bertolacci  |                | fine contratto                                    |
| C                | Leonardo Capezzi   | Salernitana    | definitivo                                        |
| C                | Karol Linetty      | Torino         | definitivo                                        |
| C                | Gonzalo Maroni     | Boca Juniors   | fine prestito                                     |
| C                | Ronaldo Vieira     | Verona         | prestito                                          |
| A                | Federico Bonazzoli | Torino         | prestito con obbligo di riscatto                  |
| A                | Gianluca Caprari   | Benevento      | prestito                                          |
| Altre operazioni |                    |                |                                                   |
| C                | Mohamed Bahlouli   | Cosenza        | prestito                                          |
| R.               | Nome               | a              | Modalità                                          |

### Sessione invernale(dal 04/01 al 01/02)
| Acquisti         | Acquisti            | Acquisti | Acquisti                         |
| R.               | Nome                | da       | Modalità                         |
| ---------------- | ------------------- | -------- | -------------------------------- |
| D                | Fabio Depaoli       | Atalanta | fine prestito                    |
| A                | Ernesto Torregrossa | Brescia  | prestito con obbligo di riscatto |
| Altre operazioni |                     |          |                                  |
| R.               | Nome                | da       | Modalità                         |

| Cessioni         | Cessioni      | Cessioni  | Cessioni |
| R.               | Nome          | a         | Modalità |
| ---------------- | ------------- | --------- | -------- |
| D                | Fabio Depaoli | Benevento | prestito |
| Altre operazioni |               |           |          |
| R.               | Nome          | a         | Modalità |

## Risultati

### Serie A

#### Girone d'andata
| Arbitro: | Piccinini (Forlì) |

|                                           |           |  |
| Kulusevski 13’ Bonucci 78’ C. Ronaldo 88’ | Marcatori |  |

| Arbitro: | Dionisi (L'Aquila) |

|                            |           |                                |
| Quagliarella 8’ Colley 18’ | Marcatori | 33’, 72’ Caldirola 88’ Letizia |

| Arbitro: | Giacomelli (Trieste) |

|              |           |                                   |
| Vlahović 72’ | Marcatori | 43’ (rig.) Quagliarella 83’ Verre |

| Arbitro: | Orsato (Schio) |

|                                            |           |  |
| Quagliarella 32’ Augello 41’ Damsgaard 74’ | Marcatori |  |

| Arbitro: | Calvarese (Teramo) |

|                      |           |                                           |
| D. Zapata 80’ (rig.) | Marcatori | 13’ Quagliarella 59’ Thorsby 90+2’ Jankto |

| Arbitro: | La Penna (Roma) |

|            |           |              |
| Jankto 23’ | Marcatori | 28’ Scamacca |

| Arbitro: | Ayroldi (Molfetta) |

|                                  |           |  |
| João Pedro 48’ (rig.) Nandez 69’ | Marcatori |  |

| Arbitro: | Marinelli (Tivoli) |

|            |           |                                |
| Thorsby 7’ | Marcatori | 44’ (aut.) Regini 52’ Orsolini |

| Arbitro: | Doveri (Roma) |

|                       |           |                               |
| Belotti 25’ Meïté 77’ | Marcatori | 54’ Candreva 63’ Quagliarella |

| Arbitro: | Calvarese (Teramo) |

|           |           |                                  |
| Ekdal 82’ | Marcatori | 45’ (rig.) Kessie 77’ Castillejo |

| Arbitro: | La Penna (Roma) |

|                        |           |            |
| Lozano 53’ Petagna 68’ | Marcatori | 20’ Jankto |

| Arbitro: | Ros (Pordenone) |

|                     |           |                     |
| Zaccagni 70’ (rig.) | Marcatori | 41’ Ekdal 54’ Verre |

| Arbitro: | Manganiello (Pinerolo) |

|                                           |           |                   |
| Damsgaard 26’ Jankto 36’ Quagliarella 65’ | Marcatori | 45+1’ (rig.) Simy |

| Arbitro: | Ayroldi (Molfetta) |

|                            |           |                                  |
| Quagliarella 55’ Keita 84’ | Marcatori | 2’ Traorè 56’ Caputo 58’ Berardi |

| Arbitro: | Chiffi (Padova) |

|           |           |  |
| Dzeko 72’ | Marcatori |  |

| Arbitro: | Valeri (Roma) |

|                               |           |             |
| Candreva 23’ (rig.) Keita 38’ | Marcatori | 65’ De Vrij |

| Arbitro: | Piccinini (Forlì) |

|                            |           |              |
| Terzi 20’ Nzola 61’ (rig.) | Marcatori | 24’ Candreva |

| Arbitro: | Sacchi (Macerata) |

|                                     |           |             |
| Candreva 67’ (rig.) Torregrossa 81’ | Marcatori | 55’ De Paul |

| Arbitro: | Manganiello (Pinerolo) |

|  |           |                       |
|  | Marcatori | 25’ Yoshida 34’ Keita |

#### Girone di ritorno
| Arbitro: | Fabbri (Ravenna) |

|  |           |                         |
|  | Marcatori | 20’ Chiesa 90+1’ Ramsey |

| Arbitro: | Aureliano (Bologna) |

|             |           |           |
| Caprari 55’ | Marcatori | 80’ Keita |

| Arbitro: | Maresca (Napoli) |

|                            |           |              |
| Keita 31’ Quagliarella 71’ | Marcatori | 37’ Vlahovic |

| Arbitro: | Massa (Imperia) |

|                  |           |  |
| Luis Alberto 24’ | Marcatori |  |

| Arbitro: | Marinelli (Tivoli) |

|  |           |                             |
|  | Marcatori | 40’ Malinovs'kyj 70’ Gosens |

| Arbitro: | Pairetto (Nichelino) |

|                |           |             |
| Zappacosta 52’ | Marcatori | 77’ Tonelli |

| Arbitro: | Giacomelli (Trieste) |

|                                |           |                                 |
| Bereszyński 78’ Gabbiadini 80’ | Marcatori | 11’ João Pedro 90+6’ Nainggolan |

| Arbitro: | Irrati (Pistoia) |

|                                     |           |                  |
| Barrow 27’ Svanberg 41’ Soriano 70’ | Marcatori | 37’ Quagliarella |

| Arbitro: | Orsato (Schio) |

|              |           |  |
| Candreva 25’ | Marcatori |  |

| Arbitro: | Piccinini (Forlì) |

|           |           |                  |
| Hauge 87’ | Marcatori | 57’ Quagliarella |

| Arbitro: | Valeri (Roma) |

|  |           |                             |
|  | Marcatori | 35’ Fabián Ruiz 87’ Osimhen |

| Arbitro: | Dionisi (L'Aquila) |

|                                              |           |             |
| Jankto 46’ Gabbiadini 73’ (rig.) Thorsby 82’ | Marcatori | 13’ Lazovic |

| Arbitro: | Paterna (Teramo) |

|  |           |                  |
|  | Marcatori | 53’ Quagliarella |

| Arbitro: | Gariglio (Pinerolo) |

|             |           |  |
| Berardi 69’ | Marcatori |  |

| Arbitro: | Sacchi (Macerata) |

|                         |           |  |
| A. Silva 45’ Jankto 65’ | Marcatori |  |

| Arbitro: | Ayroldi (Molfetta) |

|                                                                   |           |           |
| Gagliardini 4’ Sánchez 26’, 36’ Pinamonti 61’ Martínez 70’ (rig.) | Marcatori | 35’ Keita |

| Arbitro: | Maresca (Napoli) |

|                     |           |                 |
| Verre 32’ Keita 80’ | Marcatori | 15’, 73’ Pobega |

| Arbitro: | Gariglio (Pinerolo) |

|  |           |                         |
|  | Marcatori | 88’ (rig.) Quagliarella |

| Arbitro: | Paterna (Teramo) |

|                                            |           |  |
| Quagliarella 20’ Colley 44’ Gabbiadini 64’ | Marcatori |  |

### Coppa Italia
| Arbitro: | Prontera (Bologna) |

|               |           |  |
| La Gumina 54’ | Marcatori |  |

| Arbitro: | Fourneau (Roma) |

|           |           |                               |
| Verre 18’ | Marcatori | 60’, 72’ Scamacca 68’ Lerager |

## Statistiche

### Statistiche di squadra
| Competizione | Punti | In casa | In casa | In casa | In casa | In casa | In casa | In trasferta | In trasferta | In trasferta | In trasferta | In trasferta | In trasferta | Totale | Totale | Totale | Totale | Totale | Totale | DR |
| Competizione | Punti | G       | V       | N       | P       | Gf      | Gs      | G            | V            | N            | P            | Gf           | Gs           | G      | V      | N      | P      | Gf     | Gs     | DR |
| ------------ | ----- | ------- | ------- | ------- | ------- | ------- | ------- | ------------ | ------------ | ------------ | ------------ | ------------ | ------------ | ------ | ------ | ------ | ------ | ------ | ------ | -- |
| Serie A      | 52    | 19      | 9       | 3       | 7       | 32      | 26      | 19           | 6            | 4            | 9            | 20           | 28           | 38     | 15     | 7      | 16     | 52     | 54     | -2 |
| Coppa Italia | -     | 2       | 1       | 0       | 1       | 2       | 3       | 0            | 0            | 0            | 0            | 0            | 0            | 2      | 1      | 0      | 1      | 2      | 3      | -1 |
| Totale       | -     | 21      | 10      | 3       | 8       | 34      | 29      | 19           | 6            | 4            | 9            | 20           | 28           | 40     | 16     | 7      | 17     | 54     | 57     | -3 |

### Andamento in campionato
| Giornata  | 1 | 2  | 3  | 4 | 5 | 6 | 7  | 8  | 9  | 10 | 11 | 12 | 13 | 14 | 15 | 16 | 17 | 18 | 19 | 20 | 21 | 22 | 23 | 24 | 25 | 26 | 27 | 28 | 29 | 30 | 31 | 32 | 33 | 34 | 35 | 36 | 37 | 38 |
| --------- | - | -- | -- | - | - | - | -- | -- | -- | -- | -- | -- | -- | -- | -- | -- | -- | -- | -- | -- | -- | -- | -- | -- | -- | -- | -- | -- | -- | -- | -- | -- | -- | -- | -- | -- | -- | -- |
| Luogo     | T | C  | T  | C | T | C | T  | C  | T  | C  | T  | T  | C  | C  | T  | C  | T  | C  | T  | C  | T  | C  | T  | C  | T  | C  | T  | C  | T  | C  | C  | T  | T  | C  | T  | C  | T  | C  |
| Risultato | P | P  | V  | V | V | N | P  | P  | N  | P  | P  | V  | V  | P  | P  | V  | P  | V  | V  | P  | N  | V  | P  | P  | N  | N  | P  | V  | N  | P  | V  | V  | P  | V  | P  | N  | V  | V  |
| Posizione | 9 | 15 | 11 | 9 | 7 | 9 | 10 | 10 | 11 | 12 | 13 | 11 | 10 | 11 | 11 | 11 | 11 | 10 | 10 | 10 | 10 | 10 | 10 | 10 | 10 | 10 | 11 | 10 | 10 | 10 | 10 | 9  | 9  | 9  | 9  | 9  | 9  | 9  |

Legenda:

Luogo: C = Casa; T = Trasferta. Risultato: V = Vittoria; N = Pareggio; P = Sconfitta.

### Statistiche dei giocatori
| Giocatore       | Serie A  | Serie A | Serie A     | Serie A    | Coppa Italia | Coppa Italia | Coppa Italia | Coppa Italia | Totale   | Totale | Totale      | Totale     |
| Giocatore       | Presenze | Reti    | Ammonizioni | Espulsioni | Presenze     | Reti         | Ammonizioni  | Espulsioni   | Presenze | Reti   | Ammonizioni | Espulsioni |
| --------------- | -------- | ------- | ----------- | ---------- | ------------ | ------------ | ------------ | ------------ | -------- | ------ | ----------- | ---------- |
| K. Askildsen    | 6        | 0       | 2           | 0          | 1            | 0            | 0            | 0            | 7        | 0      | 2           | 0          |
| E. Audero       | 37       | -54     | 0           | 0          | 1            | -3           | 0            | 0            | 38       | -57    | 0           | 0          |
| T. Augello      | 37       | 1       | 2           | 1          | 1            | 0            | 0            | 0            | 38       | 1      | 2           | 1          |
| K. Baldé        | 25       | 7       | 4           | 1          | 1            | 0            | 0            | 0            | 26       | 7      | 4           | 1          |
| B. Bereszyński  | 31       | 1       | 2           | 0          | 1            | 0            | 0            | 0            | 32       | 1      | 2           | 0          |
| F. Bonazzoli    | 2        | 0       | 0           | 0          | 0            | 0            | 0            | 0            | 2        | 0      | 0           | 0          |
| A. Candreva     | 35       | 5       | 1           | 0          | 1            | 0            | 0            | 0            | 36       | 5      | 1           | 0          |
| O. Colley       | 29       | 2       | 6           | 0          | 1            | 0            | 0            | 0            | 30       | 2      | 6           | 0          |
| M. Damsgaard    | 35       | 2       | 3           | 0          | 2            | 0            | 0            | 0            | 37       | 2      | 3           | 0          |
| F. Depaoli      | 2        | 0       | 0           | 0          | 0            | 0            | 0            | 0            | 2        | 0      | 0           | 0          |
| Dodô            | 0        | 0       | 0           | 0          | 0            | 0            | 0            | 0            | 0        | 0      | 0           | 0          |
| A. Ekdal        | 32       | 2       | 9           | 0          | 1            | 0            | 0            | 0            | 33       | 2      | 9           | 0          |
| A. Ferrari      | 12       | 0       | 3           | 0          | 1            | 0            | 0            | 0            | 13       | 0      | 3           | 0          |
| M. Gabbiadini   | 16       | 3       | 1           | 0          | 1            | 0            | 0            | 0            | 17       | 3      | 1           | 0          |
| J. Jankto       | 35       | 6       | 6           | 0          | 2            | 0            | 1            | 0            | 37       | 6      | 7           | 0          |
| A. La Gumina    | 9        | 0       | 0           | 0          | 2            | 1            | 0            | 0            | 11       | 1      | 0           | 0          |
| M. Léris        | 20       | 0       | 1           | 0          | 2            | 0            | 1            | 0            | 22       | 0      | 2           | 0          |
| K. Letica       | 1        | 0       | 0           | 0          | 1            | 0            | 0            | 0            | 2        | 0      | 0           | 0          |
| A. Palumbo      | 1        | 0       | 0           | 0          | 0            | 0            | 0            | 0            | 1        | 0      | 0           | 0          |
| F. Quagliarella | 33       | 13      | 1           | 0          | 0            | 0            | 0            | 0            | 33       | 13     | 1           | 0          |
| G. Ramírez      | 25       | 0       | 5           | 0          | 0            | 0            | 0            | 0            | 25       | 0      | 5           | 0          |
| V. Regini       | 3        | 0       | 0           | 0          | 1            | 0            | 0            | 0            | 4        | 0      | 0           | 0          |
| K. Rocha        | 0        | 0       | 0           | 0          | 1            | 0            | 0            | 0            | 1        | 0      | 0           | 0          |
| A. Silva        | 24       | 1       | 8           | 1          | 2            | 0            | 2            | 0            | 26       | 1      | 10          | 1          |
| M. Thorsby      | 33       | 3       | 10          | 0          | 2            | 0            | 0            | 0            | 35       | 3      | 10          | 0          |
| L. Tonelli      | 23       | 1       | 11          | 0          | 1            | 0            | 0            | 0            | 24       | 1      | 11          | 0          |
| E. Torregrossa  | 6        | 1       | 0           | 0          | 0            | 0            | 0            | 0            | 6        | 1      | 0           | 0          |
| V. Verre        | 27       | 3       | 3           | 0          | 2            | 1            | 0            | 0            | 29       | 4      | 3           | 0          |
| M. Yoshida      | 32       | 1       | 5           | 0          | 2            | 0            | 1            | 0            | 34       | 1      | 6           | 0          |